# 2016년 하계 올림픽 도미니카 공화국 선수단
2016년 하계 올림픽 도미니카 공화국 선수단(스페인어: República Dominicana en los Juegos Olímpicos de Río de Janeiro 2016)은 브라질 리우데자네이루에서 열린 2016년 하계 올림픽에 참가한 올림픽 도미니카 공화국 선수단이다.
도미니카 공화국은 2016년 8월 5일부터 21일까지 브라질 리우데자네이루에서 열린 2016년 하계 올림픽에 참가했다. 이는 도미니카 공화국이 하계 올림픽에 14회 연속 출전한 것이다.
도미니카 공화국 올림픽 위원회는 이번 올림픽에서 11개 종목에 출전하기 위해 남자 21명, 여자 8명으로 구성된 29명의 선수로 구성된 팀을 파견했다. 국가의 전체 선수 명단은 2012년 런던 올림픽보다 6명의 선수가 줄었고, 1992년 이후 올림픽 역사상 가장 많은 남성 참가자가 참가했다. 국가 대표 스포츠 중 도미니카 공화국은 양궁, 로드 사이클링, 승마, 테니스에 데뷔했다.
역도 선수인 베아트리즈 피론과 유데르키 콘트레라스, 미국 출신 자유형 수영 선수 도리안 맥메네미, 남자 400m에서 은메달을 획득한 단거리 선수이자 전 청소년 올림픽 선수인 루겔린 산토스 등 도미니카 공화국 출신의 7명의 선수가 2012년 올림픽 런던에서 경쟁했다. 이전 올림픽에서 유일하게 복귀한 메달리스트인 산토스는 개막식에서 기수로 도미니카 공화국 대표단을 이끌도록 선정되었다.

## 메달 집계

### 종목별 메달 집계
| 종목   | 1 | 2 | 3 | 메달 합계 |
| 태권도 | 0 | 0 | 1 | 1         |
| 합계   | 0 | 0 | 1 | 1         |

### 메달리스트
| 메달 | 이름          | 종목   | 세부 종목   | 날짜     |
| ---- | ------------- | ------ | ----------- | -------- |
|      | 루이시토 피에 | 태권도 | 남자 -58 kg | 8월 17일 |

## 태권도
남자
| 선수                | 종목   | 16강                   | 8강                    | 준결승                | 패자부활전    | 결승/동메달 결정전       | 결승/동메달 결정전 |
| 선수                | 종목   | 상대선수 결과          | 상대선수 결과          | 상대선수 결과         | 상대선수 결과 | 상대선수 결과            | 순위               |
| ------------------- | ------ | ---------------------- | ---------------------- | --------------------- | ------------- | ------------------------ | ------------------ |
| 루이시토 피에       | -58 kg | 레벤트 툰캇 승 DSQ     | 루이 브라간카 승 4 – 1 | 테윈 한쁘랍 패 7 – 11 | 경기 없음     | 헤수스 토르토사 승 6 – 5 | 3                  |
| 모이세스 에르난데스 | -80 kg | 타히르 귈레츠 패 2 – 4 | 진출 실패              | 진출 실패             | 진출 실패     | 진출 실패                | 진출 실패          |

여자
| 선수                | 종목   | 16강                 | 8강           | 준결승        | 패자부활전    | 결승/동메달 결정전 | 결승/동메달 결정전 |
| 선수                | 종목   | 상대선수 결과        | 상대선수 결과 | 상대선수 결과 | 상대선수 결과 | 상대선수 결과      | 순위               |
| ------------------- | ------ | -------------------- | ------------- | ------------- | ------------- | ------------------ | ------------------ |
| 카테리네 로드리게스 | +67 kg | 위암 디슬람 패 1 – 5 | 진출 실패     | 진출 실패     | 진출 실패     | 진출 실패          | 진출 실패          |

## 같이 보기
- 올림픽 도미니카 공화국 선수단